# Sandra Laoura
Sandra Laoura (ur. 21 lipca 1980 w Konstantynie) – francuska narciarka dowolna. Zdobyła brązowy medal w jeździe po muldach na igrzyskach olimpijskich w Turynie. Najlepszy wynik na mistrzostwach świata osiągnęła podczas mistrzostw w Whistler, gdzie zajęła 5. miejsce w jeździe po muldach. Najlepsze wyniki w Pucharze Świata osiągnęła w sezonie 2002/2003, kiedy to zajęła 5. miejsce w klasyfikacji jazdy po muldach.
Jej kariera sportowa została przerwana w wyniku wypadku w styczniu 2007 r. Podczas przygotowań do pierwszego startu w sezonie 2006/2007 w Mont Gabriel Laoura próbowała wykonać salto w tył, jednak nie ukończyła go, w efekcie uderzając karkiem i plecami o podłoże, łamiąc dwa kręgi. Zawodniczka miała na sobie kask i ochraniacz na plecy, jednak rdzeń kręgowy został uszkodzony (choć nie przerwany). Od czasu wypadku nie ma władzy w nogach i porusza się na wózku inwalidzkim. Obecnie pracuje jako komentator sportowy.

## Osiągnięcia

### Igrzyska olimpijskie
| Miejsce | Dzień     | Rok  | Miejscowość    | Konkurencja      | Zwyciężczyni  |
| ------- | --------- | ---- | -------------- | ---------------- | ------------- |
| 8.      | 9 lutego  | 2002 | Salt Lake City | Jazda po muldach | Kari Traa     |
| 3.      | 11 lutego | 2006 | Turyn          | Jazda po muldach | Jennifer Heil |

### Mistrzostwa świata
| Miejsce | Dzień       | Rok  | Miejscowość | Konkurencja      | Zwyciężczyni   |
| ------- | ----------- | ---- | ----------- | ---------------- | -------------- |
| 5.      | 19 stycznia | 2001 | Whistler    | Jazda po muldach | Kari Traa      |
| 10.     | 31 stycznia | 2003 | Deer Valley | Jazda po muldach | Kari Traa      |
| 9.      | 1 lutego    | 2003 | Deer Valley | Muldy podwójne   | Kari Traa      |
| 20.     | 19 marca    | 2005 | Ruka        | Jazda po muldach | Hannah Kearney |
| 7.      | 20 marca    | 2005 | Ruka        | Muldy podwójne   | Jennifer Heil  |

### Puchar Świata

#### Miejsca w klasyfikacji generalnej
- sezon 2000/2001: 30.
- sezon 2001/2002: 17.
- sezon 2002/2003: 10.
- sezon 2003/2004: 33.
- sezon 2004/2005: 28
- sezon 2005/2006: 33.

#### Miejsca na podium
1. Lake Placid – 18 stycznia 2003 (Jazda po muldach) – 2. miejsce
2. Inawashiro – 15 lutego 2003 (Jazda po muldach) – 3. miejsce
3. Špindlerův Mlýn – 4 lutego 2006 (Jazda po muldach) – 2. miejsce
4. Inawashiro – 5 marca 2006 (Jazda po muldach) – 2. miejsce